# Pramiracetam
Pramiracetamul (cu denumirea comercială Pramistar) este un medicament nootrop, fiind utilizat în tratamentul tulburărilor de memorie și concentrare de origine degenerativă sau vasculară, mai ales la vârstnici. Calea de administrare disponibilă este cea orală.